# Nels Nelsen
Pour les articles homonymes, voir Nelsen.
Nels Nelsen (né le 3 juin 1894 et mort le 3 juin 1943), né Nils Johan Nilsen et parfois appelé à tort Nels Nelson est un sauteur à ski canadien d'origine norvégienne puis plus tard, un organisateur de compétitions de saut à ski. Il est l'un des meilleurs sauteurs à ski des années 1920 et a détenu le record du monde à 73 mètres de 1925 à 1930. Né à Salangen, il déménage avec sa famille à Revelstoke en Colombie-Britannique en 1913. Il devient rapidement le meilleur sauteur à ski de la ville en faisant ses débuts en 1916 sur le Big Hill. Il participe ensuite à des compétitions au Canada et aux États-Unis et devient le champion du Canada à cinq reprises. Malgré le fait qu'il soit le recordman du monde, il n'est pas autorisé à participer aux Jeux olympiques d'hiver de 1928 parce que les responsables de la délégation britannique ne trouvent pas approprié le fait qu'il doit travailler pour payer son voyage vers la Suisse.
Nelsen travaille pour Canadien Pacifique et déménage à North Vancouver où il fonde une famille. Il perd une de ses deux mains lors d'un accident de chasse en 1933 ce qui l'oblige à arrêter sa carrière de sauteur à ski. Après ceci, il devient organisateur. Il est également président de l'association de ski amateur du Canada de l'Ouest puis plus tard le vice-président de l'association canadienne de ski amateur. En 1948, après l'élargissement du Big Hill, il est renommé le tremplin Nels Nelsen. Nelsen est inscrit au temple de la renommée du ski américain en 1971 et à celui du ski canadien en 1983.

## Jeunesse et vie privée
Nels Nelsen est né sous le nom de Nils Johan Nilsen le 3 juin 1894 à Seljeskog près de Salangen et est l'aîné d'une famille norvégienne de six enfants,. Lors de son enfance, Nelsen skie et saute à ski activement avec plus de 15 tremplins de sauts à ski situés dans la région. En 1913, sa famille déménage à Big Eddy près de Revelstoke. Une fois au Canada, il a anglicisé son nom. Son frère, Ivind Nilsen, est également un champion de saut à ski et est devenu notamment champion du monde junior en 1922. Ivind, qui a choisi de ne pas angliciser son nom de famille, est connu pour le style de ses sauts tandis que Nels est mieux connu pour la longueur de ceux-ci. Nelsen a comme épouse Emma Pickard avec qui il a eu dix enfants. Sauf durant une petite période où il a été moniteur de ski, il a travaillé comme serre-frein et contrôleur des transports pour Canadien Pacifique dont la flexibilité lui permet de participer plus facilement aux compétitions. Il a également déménagé à North Vancouver où il a élevé sa famille.

## Carrière sportive

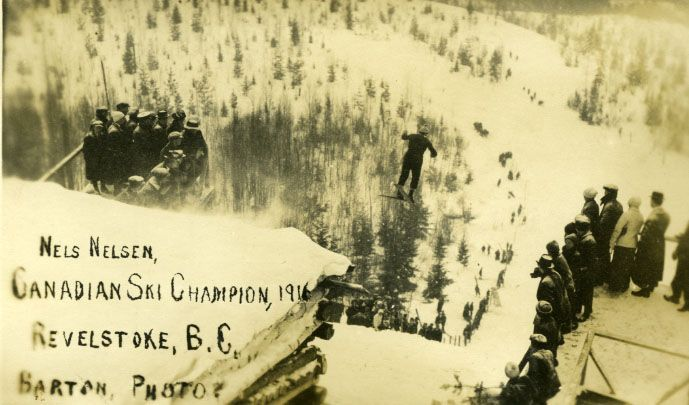
Nelsen durant un saut à Big Hill en 1916.

Nelsen remporte l'épreuve du Carnaval d'Hiver et établit le record du tremplin Big Hill qui est de 56 mètres lors de la compétition qui inaugure le tremplin en 1916. Avec ce saut puis d'autres avec des meilleurs distances, il détient le record du tremplin de Revelstoke jusqu'en 1932. En 1916, il remporte le concours de saut à ski des championnats du Canada, un titre qu'il défendra chaque année jusqu'en 1920. Il poursuit sa carrière en établissant le record amateur canadien en 1920, un record qu'il battra en 1921 et en 1923. Il fait partie des meilleurs sauteurs du Canada entre 1916 et 1925 et il remporte beaucoup de trophées. Une de ces méthodes pour améliorer ses sauts est de placer des morceaux de plomb à l'avant ou à l'arrière de ses skis pour obtenir ainsi un équilibre optimal.

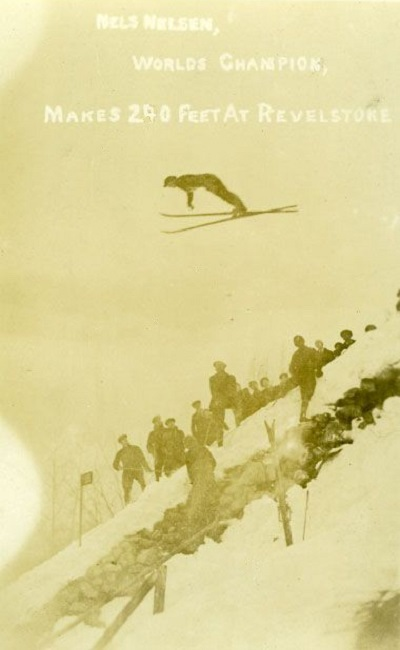
Nelsen lorsqu'il bat le record du monde en 1925.

De plus, Nelsen voyage à travers le Canada et les États-Unis pour aller dans des compétitions de saut à ski. En Colombie-Britannique, il participe à des compétitions à Nelson, Trail, Rossland, Princeton, Kamloops, Sandon, Nakusp, Kimberley et Cranbrook. Dans la province d'Alberta, il assiste à des épreuves à Calgary, Edmonton, Banff, Camrose et également à Ottawa et Montréal dans l'est du Canada. Aux États-Unis, il concourt dans des compétitions au Mont Rainier et à Leavenworth dans l'État de Washington, à Dillon, Steamboat Springs et Denver dans le Colorado, à Salt Lake City et enfin à Brattleboro dans le Vermont. Il devient le champion du Canada à cinq reprises, en 1917, 1918, 1919, 1920 et 1922. Ses différents meilleurs sauts lui permet d'avoir le record du Canada entre 1916 et 1932.
Durant l'épreuve du Carnaval d'Hiver en 1925, Nelsen, pourtant atteint de la grippe, bat le record du monde sur le Big Hill. Avec une distance de 73 mètres, ce saut est le record du monde jusqu'en 1930, où Adolph Badrut à Bernina-Roseg-Schanze en Suisse devient le nouveau détenteur du record avec un saut à 75 mètres. Cependant, Bob Lymburne était en mesure de ramener à nouveau le record du monde sur le Big Hill quand il a effectué un saut de 82 m de long en 1932. Bien que ce saut soit reconnu comme un record, à l'époque, en Europe, il n'était pas favorable d'insister sur les records liés à la distance. En effet, il est considéré en Europe que construire simplement un tremplin plus grand permet sans doute d'obtenir de plus longs sauts et qu'également, ces records ne prennent pas en compte le style des sauts.
Nelsen et Melbourne McKenzie prévoient de se rendre à Saint-Moritz en Suisse pour participer aux Jeux olympiques de 1928 mais le manque de fonds pour ce voyage signifie qu'ils envisagent de travailler sur un cargo pour traverser l'océan. Cependant, ces plans sont stoppés par des officiels de la délégation britannique qui ont estimé que cela était inappropriée et que cela ne convenait pour l'équipe. Nelsen n'a jamais pu concourir aux Jeux olympiques d'hiver,. Nelsen garde son statut d'amateur mais il réalise de bons résultats face à des professionnels qu'il affronte. Durant l'hiver 1932, il travaille comme moniteur de ski au Québec. Dans un accident de chasse en 1932, il perd un bras et il ne sautera plus de sa vie.

## Carrière d'organisateur et héritage
Après son arrivée à Revelstoke, Nelsen a contribué à l'établissement du Revelstoke Ski Club et du Big Hill dans le parc national du Mont-Revelstoke. En 1927, il aide à créer un tremplin de saut à ski à Grouse Mountain dans le North Vancouver. Après son accident, il commence à travailler sur l'établissement du Field Ski Club à Field en Colombie-Britannique où il passe du temps entre les trains. Également, il promeut une adhésion stricte au sport amateur et déclare que les débats qui concernent sont perturbateurs pour la association de ski américaine.
Traditionnellement, la gouvernance du ski au Canada est partagé entre la association de ski amateur canadienne (ASAC) et l'association du ski amateur du Canada de l'Ouest (ASACO). Nelsen a été le président de cette dernière et après des années de rivalité qui ont même provoqué à un moment la non-reconnaissance mutuelle des associations, il a finalement fait partie de la négociation pour une fusion qui prend en considération les besoins des clubs occidentaux. Nelsen devient ensuite vice-président de l'ASAC à partir de 1934.
Il meurt d'une insuffisance cardiaque à Field le jour de son 49e anniversaire, le 3 juin 1943. En 1948, après l'élargissement du Big Hill, celui-ci est rebaptisé le tremplin Nels Nelsen. Nelsen est inscrit au temple de la renommée du ski américain en 1971, à celui du ski canadien en 1983 et au BC Sports Hall of Fame l'année suivante.